# Katrin Ofner
Katrin Ofner (ur. 5 marca 1990 w Klagenfurt am Wörthersee) – austriacka narciarka, specjalistka narciarstwa dowolnego. W 2010 roku wystartowała na igrzyskach olimpijskich w Vancouver, zajmując 23. miejsce w skicrossie. Podczas rozgrywanych cztery lata później igrzysk olimpijskich w Soczi była szósta. Zajęła też między innymi czwarte miejsce na mistrzostwach świata w Deer Valley w 2011 roku. Najlepsze wyniki w Pucharze Świata osiągnęła w sezonie 2014/2015, kiedy to zajęła 16. miejsce w klasyfikacji generalnej, a w klasyfikacji skicrossu była piąta.

## Osiągnięcia

### Igrzyska olimpijskie
| Miejsce | Dzień     | Rok  | Miejscowość | Konkurencja | Zwycięzca         |
| ------- | --------- | ---- | ----------- | ----------- | ----------------- |
| 23.     | 23 lutego | 2010 | Vancouver   | Skicross    | Ashleigh McIvor   |
| 6.      | 21 lutego | 2014 | Soczi       | Skicross    | Marielle Thompson |
| 9.      | 23 lutego | 2018 | Pjongczang  | Skicross    | Kelsey Serwa      |
| 12.     | 17 lutego | 2022 | Pekin       | Skicross    | Sandra Näslund    |

### Mistrzostwa świata
| Miejsce | Dzień       | Rok  | Miejscowość   | Konkurencja        | Zwycięzca         |
| ------- | ----------- | ---- | ------------- | ------------------ | ----------------- |
| 17.     | 2 marca     | 2009 | Inawashiro    | Skicross           | Ashleigh McIvor   |
| 4.      | 4 lutego    | 2011 | Deer Valley   | Skicross           | Kelsey Serwa      |
| 6.      | 10 marca    | 2013 | Voss          | Skicross           | Fanny Smith       |
| 17.     | 25 stycznia | 2015 | Kreischberg   | Skicross           | Andrea Limbacher  |
| 13.     | 18 marca    | 2017 | Sierra Nevada | Skicross           | Sandra Näslund    |
| 14.     | 2 lutego    | 2019 | Solitude      | Skicross           | Marielle Thompson |
| 9.      | 13 lutego   | 2021 | Idre Fjäll    | Skicross           | Sandra Näslund    |
| 2.      | 26 lutego   | 2023 | Bakuriani     | Skicross           | Sandra Näslund    |
| 14.     | 21 marca    | 2025 | Engadyna      | Skicross           | Fanny Smith       |
| 7.      | 22 marca    | 2025 | Engadyna      | Skicross drużynowy | Szwajcaria        |

### Puchar Świata

#### Miejsca w klasyfikacji generalnej
- sezon 2007/2008: 34.
- sezon 2008/2009: 41.
- sezon 2009/2010: 46.
- sezon 2010/2011: 40.
- sezon 2011/2012: 24.
- sezon 2012/2013: 40.
- sezon 2013/2014: 48.
- sezon 2014/2015: 16.
- sezon 2015/2016: 28.
- sezon 2016/2017: 33.
- sezon 2017/2018: 48.
- sezon 2018/2019: –
- sezon 2019/2020: 37.

Od sezonu 2020/2021 klasyfikacja skicrossu zastąpiła klasyfikację generalną.
- sezon 2020/2021: 5.
- sezon 2021/2022: 6.
- sezon 2022/2023: 4.
- sezon 2023/2024: 13.
- sezon 2024/2025: –

#### Miejsca na podium w zawodach
1. Sierra Nevada – 22 lutego 2008 (skicross) – 3. miejsce
2. Contamines – 10 stycznia 2009 (skicross) – 3. miejsce
3. Blue Mountain – 2 lutego 2012 (skicross) – 2. miejsce
4. Val Thorens – 16 stycznia 2014 (skicross) – 3. miejsce
5. Åre – 14 lutego 2015 (skicross) – 2. miejsce
6. Megève – 13 marca 2015 (skicross) – 2. miejsce
7. Montafon – 5 grudnia 2015 (skicross) – 3. miejsce
8. Idre – 11 lutego 2017 (skicross) – 3. miejsce
9. Sołniecznaja dolina – 3 marca 2018 (skicross) – 3. miejsce
10. Val Thorens – 21 grudnia 2020 (skicross) – 1. miejsce
11. Sołniecznaja dolina – 13 marca 2021 (skicross) – 3. miejsce
12. Idre – 23 stycznia 2022 (skicross) – 3. miejsce
13. Idre – 22 stycznia 2023 (skicross) – 2. miejsce